# Frankfurter Rundschau
O Frankfurter Rundschau (FR) é um jornal alemão de tendências liberais-socias com circulação nacional, fundado em 1 de agosto de 1945, sendo o segundo jornal da Alemanha a circular após a Segunda Guerra Mundial.
É publicado diariamente (exceto domingo), com sede em Frankfurt am Main. O Frankfurter Rundschau tem uma circulação diária de mais de 87.000 exemplares (2014).

## Ligações externas

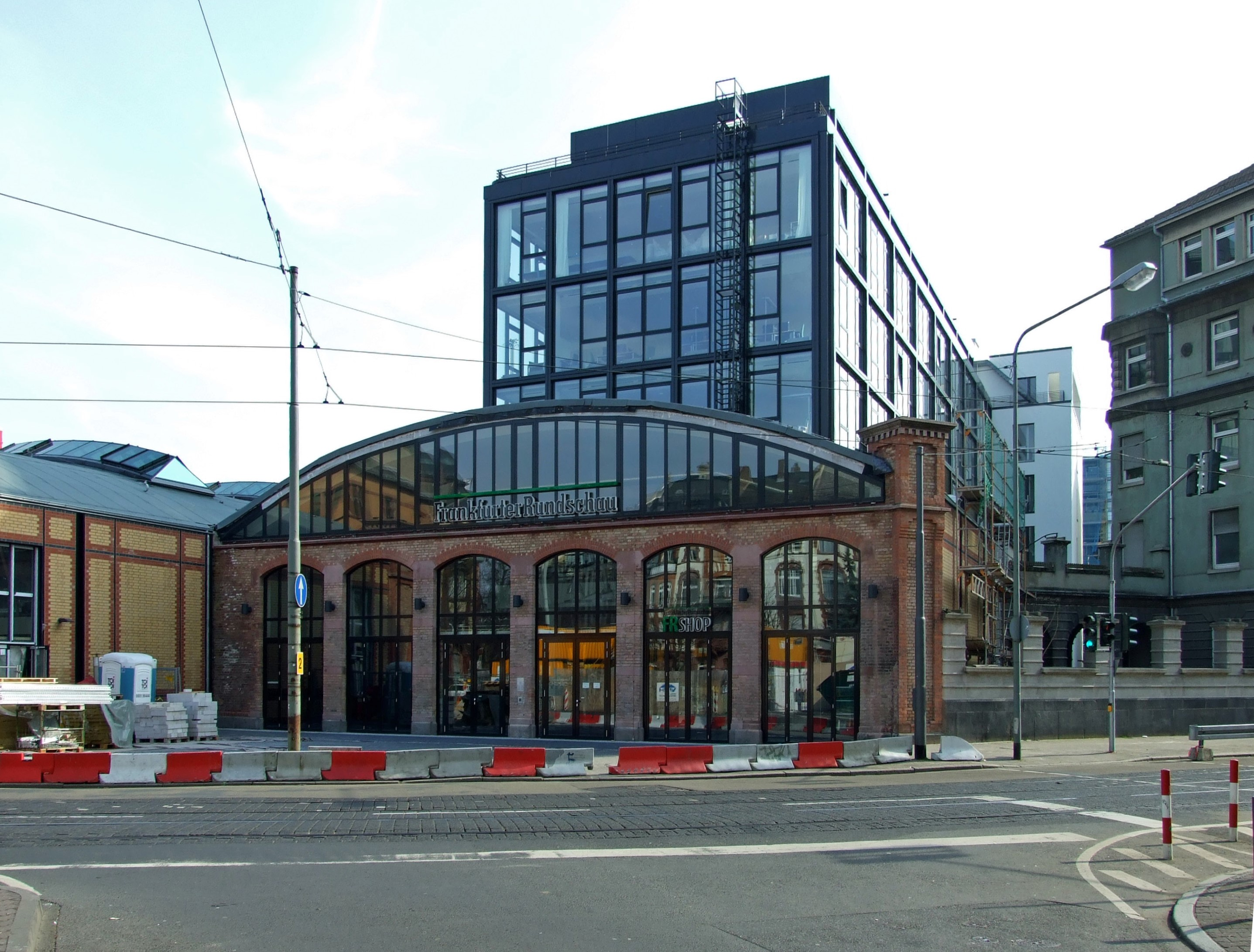
Sede do Frankfurter Rundschau em Frankfurt am Main